# Abstrakt fabrik
Abstrakt fabrik (från engelskans abstract factory) är ett begrepp inom programmering. En abstrakt fabrik är ett designmönster som ger ett sätt att kapsla in en grupp individuella fabriker som har ett gemensamt tema utan att ange dess konkreta klasser. Klientprogrammet skapar en konkret implementation av den abstrakta fabriken och sedan använder fabrikens gränssnitt för att skapa de konkreta objekten som är del av temat. Klienten vet inte vilka konkreta objekt den får från varje intern fabrik, då den endast använder produkternas gränssnitt. Detta mönster separerar detaljerna för implementationen av ett antal objekt från deras allmänna användning och förlitar sig på objektkomposition, då objektskapande implementeras i metoder som finns i fabrikens gränssnitt.
En fabrik är placeringen av en konkret klass i koden där objekt skapas. Avsikten att använda mönstret är att isolera skapandet av föremål från deras användning och för att skapa familjer av relaterade objekt utan att behöva vara beroende av deras konkreta klasser. Detta låter nya deriverade typer att skapas utan att ändra koden som använder basklassen.

## Definition
Abstrakt fabrik står för att "ange ett gränssnitt för att skapa familjer av relaterade eller oberoende objekt utan att ange deras konkreta klasser".

## Exempel i Java
```
// Abstrakt produkt

interface
 
Button
 
{

	
void
 
paint
();

}

// Abstrakt produkt

interface
 
Label
 
{

	
void
 
paint
();

}

// Abstrakt fabrik

interface
 
GUIFactory
 
{

	
Button
 
createButton
();

	
Label
 
createLabel
();

}

// Konkret fabrik

class
 
WinFactory
 
implements
 
GUIFactory
 
{

	
public
 
Button
 
createButton
()
 
{

		
return
 
new
 
WinButton
();

	
}

	
public
 
Label
 
createLabel
()
 
{

		
return
 
new
 
WinLabel
();

	
}

}

// Konkret fabrik

class
 
OSXFactory
 
implements
 
GUIFactory
 
{

	
public
 
Button
 
createButton
()
 
{

		
return
 
new
 
OSXButton
();

	
}

	
public
 
Label
 
createLabel
()
 
{

		
return
 
new
 
OSXLabel
();

	
}

}

// Konkret produkt

class
 
OSXButton
 
implements
 
Button
 
{

	
public
 
void
 
paint
()
 
{

		
System
.
out
.
println
(
"I'm an OSXButton"
);

	
}

}

// Konkret produkt

class
 
WinButton
 
implements
 
Button
 
{

	
public
 
void
 
paint
()
 
{

		
System
.
out
.
println
(
"I'm a WinButton"
);

	
}

}

// Konkret produkt

class
 
OSXLabel
 
implements
 
Label
 
{

	
public
 
void
 
paint
()
 
{

		
System
.
out
.
println
(
"I'm an OSXLabel"
);

	
}

}

// Konkret produkt

class
 
WinLabel
 
implements
 
Label
 
{

	
public
 
void
 
paint
()
 
{

		
System
.
out
.
println
(
"I'm a WinLabel"
);

	
}

}

// Klientapplikationen är inte medveten om hur produkterna skapas.

class
 
Application
 
{

	
public
 
Application
(
GUIFactory
 
factory
)
 
{

		
Button
 
button
 
=
 
factory
.
createButton
();

		
Label
 
label
 
=
 
factory
.
createLabel
();

		
button
.
paint
();

		
label
.
paint
();

	
}

}

public
 
class
 
ApplicationRunner
 
{

	
public
 
static
 
void
 
main
(
String
[]
 
args
)
 
{

		
new
 
Application
(
createOsSpecificFactory
());

	
}

	
public
 
static
 
GUIFactory
 
createOsSpecificFactory
()
 
{

		
String
 
osname
 
=
 
System
.
getProperty
(
"os.name"
).
toLowerCase
();

		
if
(
osname
 
!=
 
null
 
&&
 
osname
.
contains
(
"windows"
))

			
return
 
new
 
WinFactory
();

		
else

			
return
 
new
 
OSXFactory
();

	
}

}

```